# Акоміта-Лейк (Нью-Мексико)
Акоміта-Лейк (англ. Acomita Lake) — переписна місцевість (CDP) в США, в окрузі Сібола штату Нью-Мексико. Населення — 339 осіб (2020).

## Географія
Акоміта-Лейк розташована за координатами 35°4′8″ пн. ш. 107°36′48″ зх. д. / 35.06889° пн. ш. 107.61333° зх. д. (35.068902, -107.613432).  За даними Бюро перепису населення США в 2010 році переписна місцевість мала площу 9,18 км², з яких 8,87 км² — суходіл та 0,31 км² — водойми.

## Демографія
Згідно з переписом 2010 року, у переписній місцевості мешкало 416 осіб у 111 домогосподарстві у складі 90 родин. Густота населення становила 45 осіб/км².  Було 125 помешкань (14/км²).
Расовий склад населення:
| - 93,3 % — корінних американців - 3,4 % — білих |

До двох чи більше рас належало 3,4 %. Частка іспаномовних становила 3,1 % від усіх жителів.
За віковим діапазоном населення розподілялося таким чином: 29,8 % — особи молодші 18 років, 57,9 % — особи у віці 18—64 років, 12,3 % — особи у віці 65 років та старші. Медіана віку мешканця становила 32,1 року. На 100 осіб жіночої статі у переписній місцевості припадало 84,1 чоловіків;  на 100 жінок у віці від 18 років та старших — 83,6 чоловіків також старших 18 років.
Середній дохід на одне домашнє господарство  становив 29 501 долар США (медіана — 24 250), а середній дохід на одну сім'ю — 34 147 доларів (медіана — 26 458). За межею бідності перебувало 43,2 % осіб, у тому числі 68,8 % дітей у віці до 18 років та 20,0 % осіб у віці 65 років та старших.
Цивільне працевлаштоване населення становило 117 осіб. Основні галузі зайнятості: публічна адміністрація — 24,8 %, мистецтво, розваги та відпочинок — 24,8 %, освіта, охорона здоров'я та соціальна допомога — 23,1 %.